# Osmar dos Santos
Osmiro « Osmar » Barbosa dos Santos  (né le 20 octobre 1968 à Marília) est un athlète brésilien, spécialiste du 800 mètres.

## Biographie
Il se classe troisième du 800 m des Championnats du monde en salle 2004, à Budapest, derrière le Sud-africain Mbulaeni Mulaudzi et le Bahreïnien Rachid Ramzi. 
En 2006, Osmar dos Santos remporte les Championnats ibéro-américains.

### Palmarès
| Date | Compétition                    | Lieu           | Résultat | Épreuve |
| ---- | ------------------------------ | -------------- | -------- | ------- |
| 2003 | Jeux panaméricains             | Saint-Domingue | 2e       | 800 m   |
| 2003 | Championnats d'Amérique du Sud | Barquisimeto   | 2e       | 800 m   |
| 2003 | Championnats du monde          | Paris          | 8e       | 800 m   |
| 2004 | Championnats du monde en salle | Budapest       | 3e       | 800 m   |
| 2006 | Championnats ibéro-américains  | Ponce          | 1er      | 800 m   |

### Records
| Épreuve | Épreuve   | Performance   | Lieu           | Date            |
| ------- | --------- | ------------- | -------------- | --------------- |
| 800 m   | Plein air | 1 min 44 s 87 | Rio de Janeiro | 22 juillet 2000 |
| 800 m   | Salle     | 1 min 45 s 96 | Fayetteville   | 14 février 2004 |